# 41P/Tuttle-Giacobini-Kresak
Der Komet 41/P Tuttle-Giacobini-Kresak ist ein kurzperiodischer Komet mit einer Umlaufzeit von 5,4 Jahren um die Sonne. Er wurde am 3. Mai 1858 von Horace Parnell Tuttle entdeckt und unabhängig voneinander in den Jahren 1907 und 1951 von Michel Giacobini und Ľubor Kresák wiederentdeckt. Er gehört zu den Kometen der Jupiter-Familie. Der Durchmesser des Kerns wird auf 1,4 Kilometer geschätzt. Zuletzt war er im Jahr 2017 gut zu beobachten:
Er durchlief im Frühjahr 2017 die Sternbilder Herkules und Leier und war von Mitternacht bis in die Morgendämmerung 20 bis 40° hoch zu beobachten. Am 1. Mai 2017 passierte er in einer Distanz von nur 2' die Spiralgalaxie NGC 6585 und am 4. Mai 2017 abends in 3 bis 4' den Stern 4. Größe Kappa Lyrae.